# Formica eoptera
Formica eoptera är en myrart som beskrevs av Cockerell 1923. Formica eoptera ingår i släktet Formica och familjen myror. Inga underarter finns listade i Catalogue of Life.